# Mazahua (volk)
De Mazahua of Jñatjo zijn een indiaans volk in Centraal-Mexico, in de deelstaten Mexico en Michoacán. Er leven 326.660 Mazahua in Mexico. Hun taal heet eveneens Mazahua, en behoort tot de Oto-Manguean taalfamilie. Veel Mazahua spreken ook Spaans.
De Mazahua bewonen hun gebied al sinds de precolumbiaanse tijd, waarschijnlijk zijn zij in de 13e eeuw met de Chichimeken meegetrokken. In de 15e eeuw werden ze door de Azteekse heerser Axayacatl onderworpen, en ingedeeld bij de provincie Tecpanecahpan. In de latere geschiedenis vochten zij nog mee tijdens de Mexicaanse Onafhankelijkheidsoorlog en in de Mexicaanse Revolutie.
De Mazahua zijn voornamelijk een landbouwend volk, ze verbouwen maïs, bonen en pompoenen. De naam van de Mazahua is afkomstig uit het Nahuatl, en betekent 'zij die herten bezitten'. Deze naam is aan hen gegeven door de Azteken. Ze noemen zichzelf echter Jñatjo, wat 'zij die bestaan' betekent.